# Trône
Pour les articles homonymes, voir Trône (homonymie).
Pour l'ordre des anges en religion, voir Trônes (hiérarchie angélique).

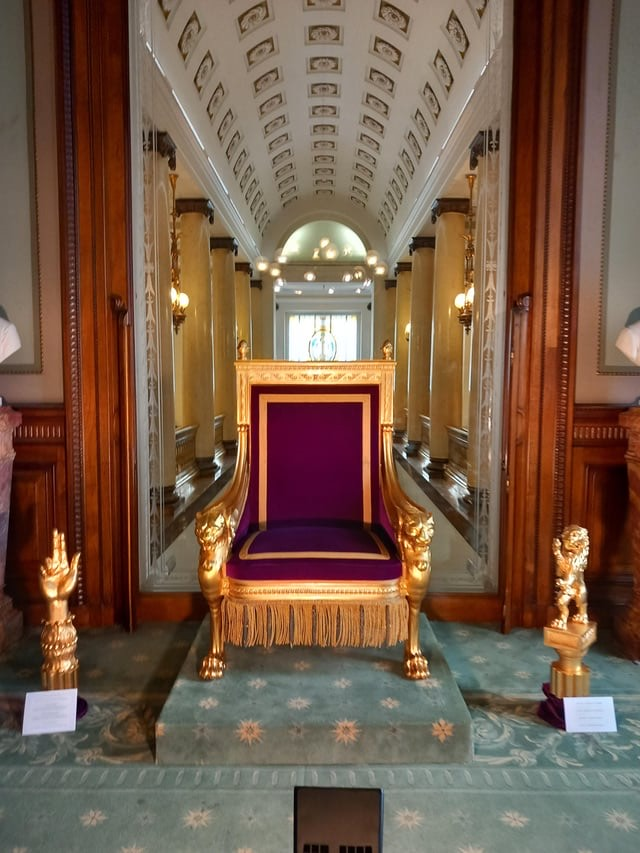
Le Trône des Belges avec d'autres attributs du pouvoir royal exposés au palais de la Nation, la main de justice (à gauche) et le lion de Belgique (à droite). Utilisé notamment pour la prestation de serment du monarque devant le Parlement.

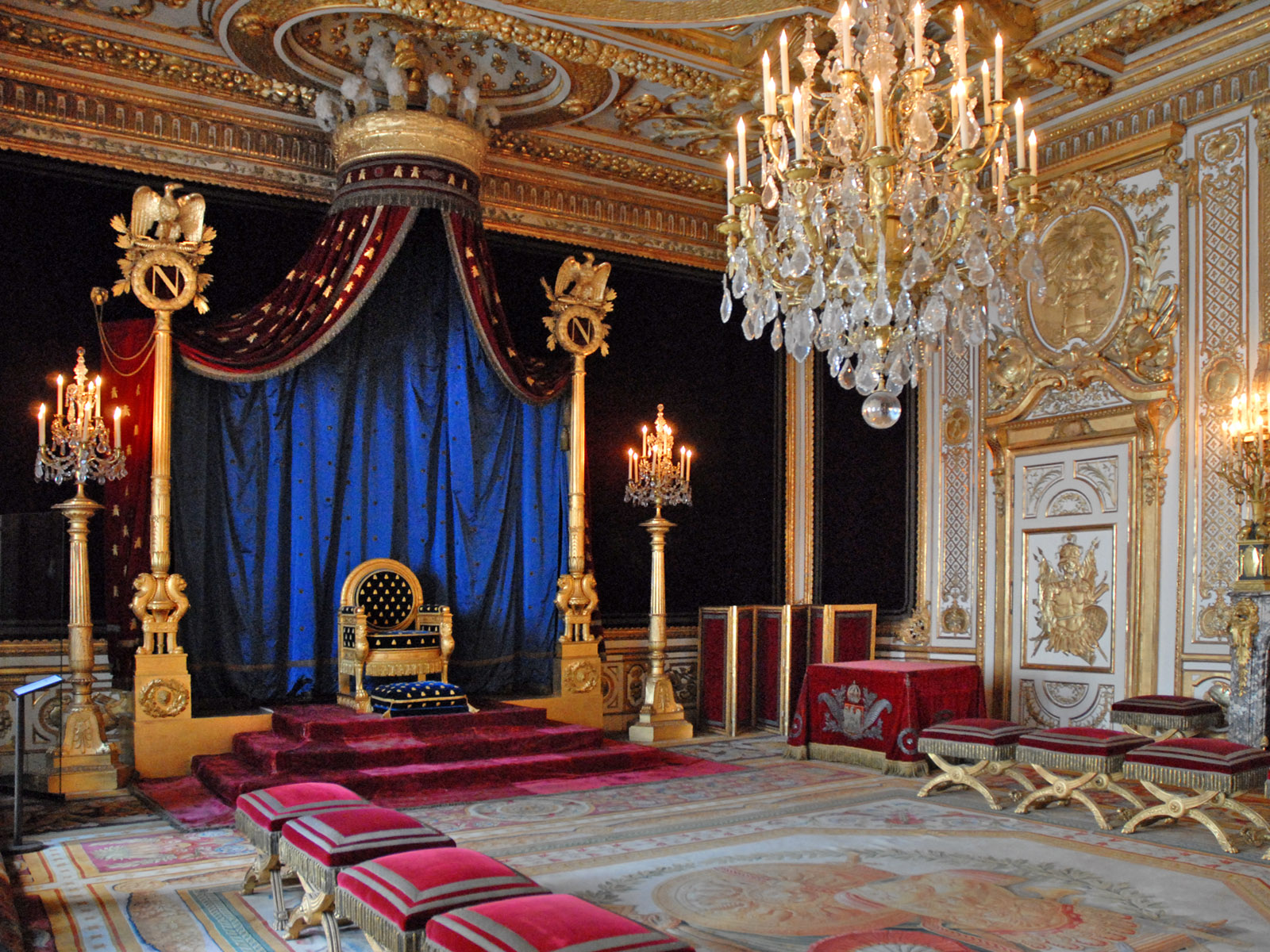
Vue de la salle du trône au château de Fontainebleau. Cette photographie montre le trône avec ses trois éléments constitutifs : le gradin qui surélève le titulaire de l’autorité, le dais symbolisant son lien avec le ciel et le marchepied qui soutient l’autorité dans la conduite de sa mission.

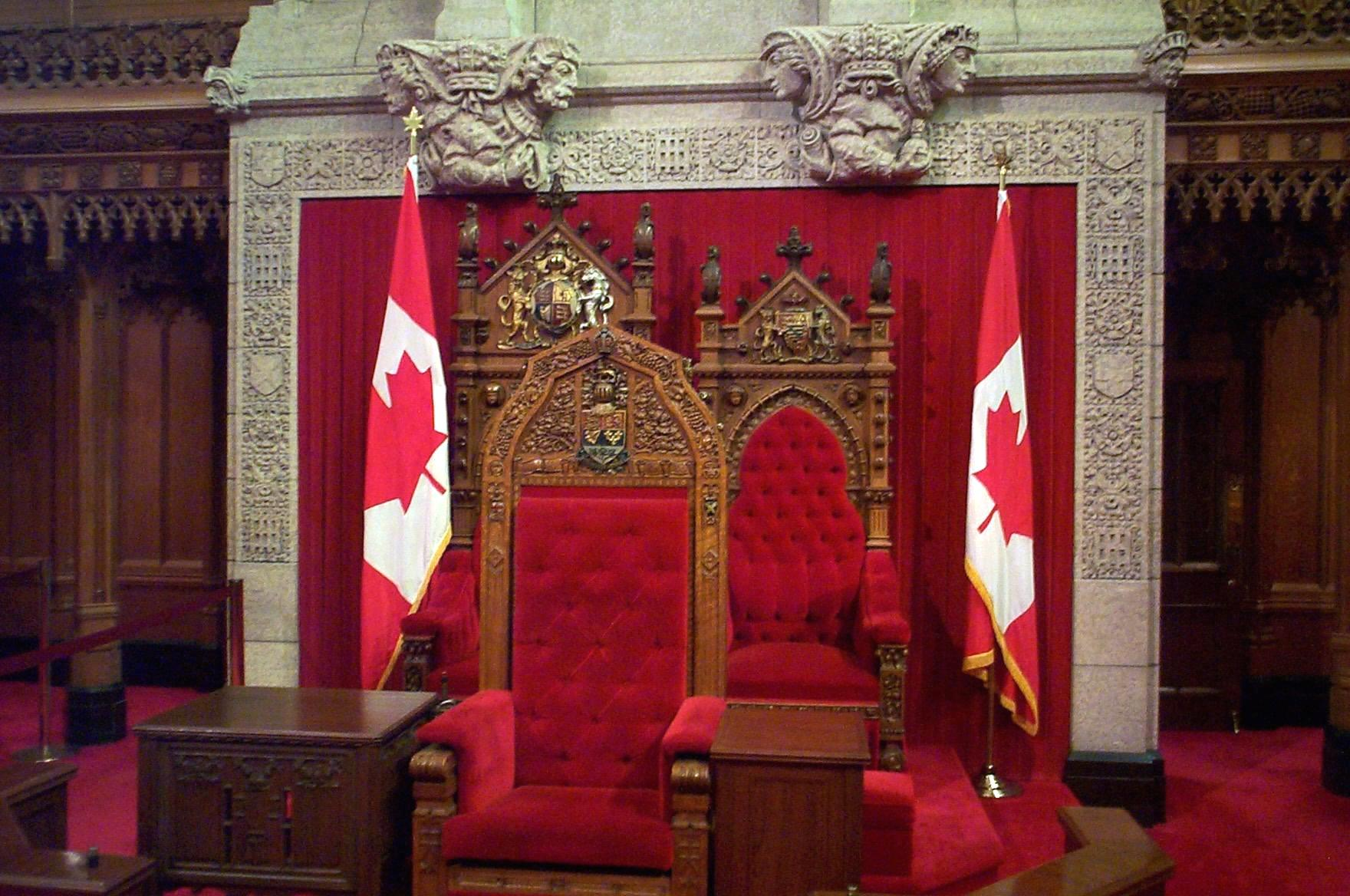
Les trônes (en arrière-plan) de la reine Élisabeth II, reine du Canada et du prince Philip, duc d'Édimbourg au Sénat du Canada à Ottawa sont d'ordinaire occupés par le gouverneur général du Canada et son conjoint lors de la cérémonie d'ouverture du Parlement. Le siège au premier plan est pour le président du Sénat.

Un trône est un siège, une chaise ou un fauteuil sur lequel un souverain est assis dans les circonstances solennelles.

Le trône, au sens figuré du terme, désigne aussi la monarchie ou la Couronne elle-même; un exemple de métonymie.

## Les trônes dans l’Antiquité

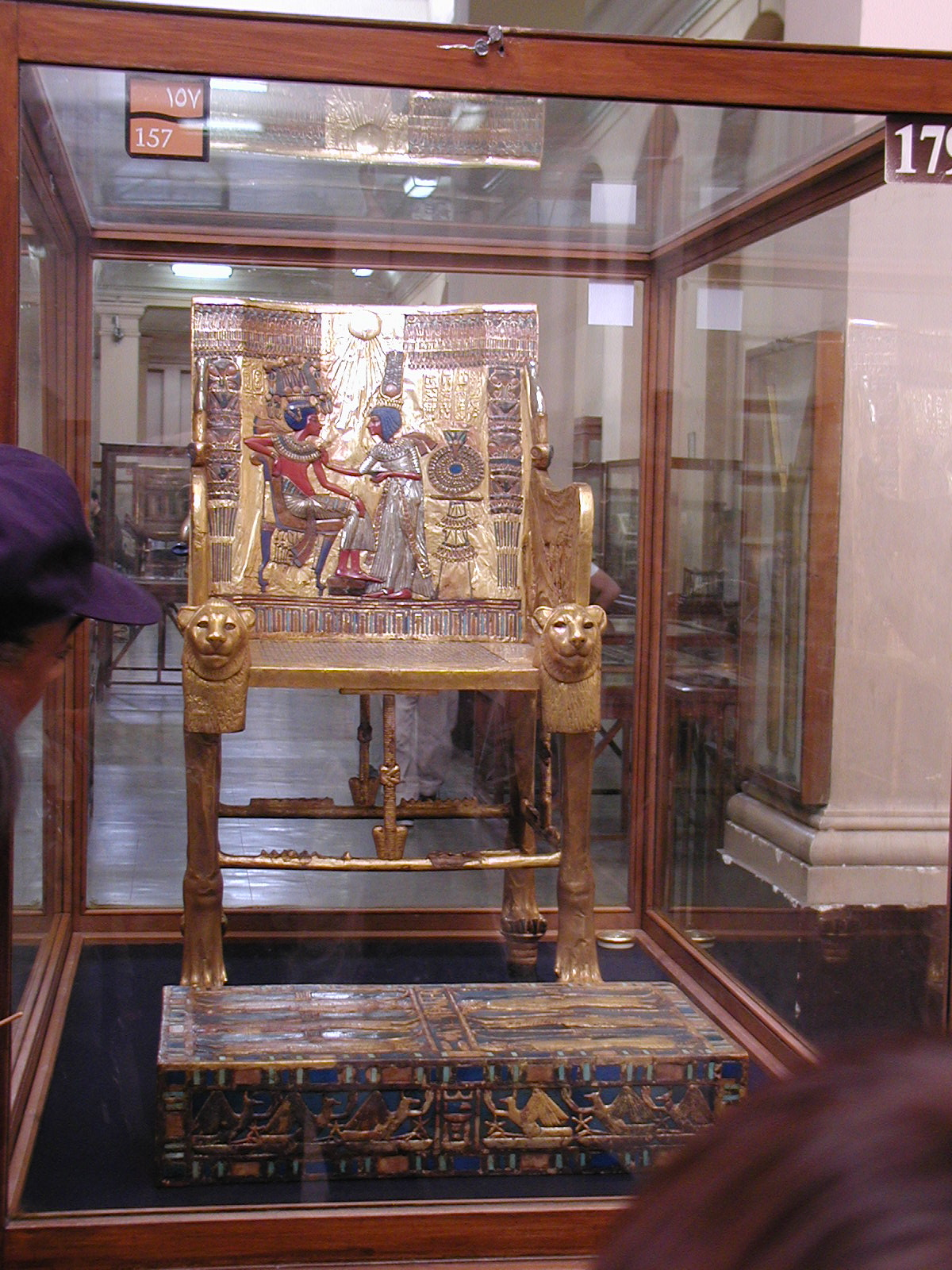

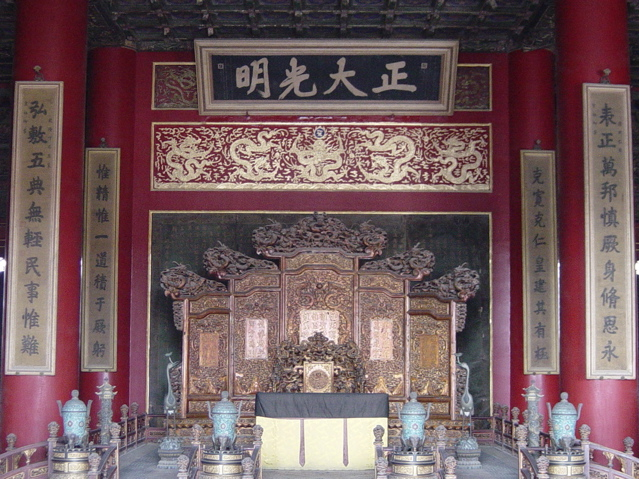
Trône impérial dans le palais de l’Harmonie suprême, Cité interdite, Pékin, Chine

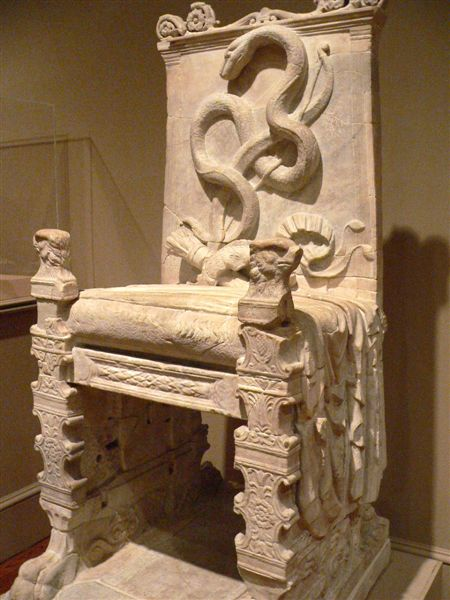
Trône romain du Ier siècle, conservé au LACMA.

Depuis l'Antiquité, les trônes sont essentiellement le symbole des monarques et des dieux. Dans certaines cultures, une forme primitive de trône était utilisé dans les cérémonies de couronnement ou pour lever le monarque au-dessus du commun des mortels. Depuis, les trônes sont associés au pouvoir monarchique. Lorsque les cours sont itinérantes, elles utilisent des trônes mobiles fixes (tel le siège curule pliant) ou portatifs (tels le trône en or de Xerxès le Grand utilisé pendant les batailles ; l'Occident n'utilisera pas ce type de trônes, excepté pour la sedia gestatoria).
Le mot trône vient du grec θρόνος (thrόnos), « chaise haute, chaise pour les rois », lui-même issu de la racine indo-européenne *dher- « soutenir » (également en dharma « mât, poteau sacrificiel »). Le grec ancien Διὸς θρόνους (Dios thronous) est un terme pour désigner le « support des cieux », c'est-à-dire l'Axis mundi ou utilisé pour désigner le « siège de Zeus » lorsque Zeus est devenu un dieu anthropomorphe. Dans La Grèce antique, un thronos était un type de chaise spécifique mais ordinaire avec un repose-pieds ; il représentait un certain prestige, mais pas nécessairement lié à un pouvoir. D'après Homère, les Achéens plaçaient dans les temples et palais royaux des trônes supplémentaires où les dieux pouvaient siéger quand ils le souhaitaient : le plus célèbre de ces trônes était le trône d'Apollon à Amyclées. L’autorité se donnait alors à voir assise, d'où l'expression « asseoir son autorité ». Jacques Charles-Gaffiot souligne que les Grecs de cette époque distinguent alors cette notion de celle de puissance. Alors que la puissance s’acquiert et reste éphémère (ses symboles étant trophées - couronne de lauriers et bâton de commandement - puis les regalia), l’autorité (décernée par une entité divine ou par voie humaine -élective ou collégiale), est conférée et est pérenne (ses symboles sont le trône avec comme éléments typiques gradin, dais et marchepied). De plus, le titulaire de l'autorité qui consent à s'asseoir fait un geste d'humilité alors que le puissant reste debout pour dominer ses sujets.
Chez les Égyptiens, le pharaon est souvent représenté assis sur un siège double à droite de la divinité, entouré par un ou plusieurs éventails (rappelant la déesse Maât dont la coiffe est surmontée d'une plume d'autruche) pour se rafraîchir (cet éventail devient par la suite immobile et symbolique, comme le flabellum). Isis est le nom grec d'Aset (ou Iset), dont le nom en hiéroglyphes signifie le siège, la déesse étant représentée avec un trône en guise de coiffe.
Les Romains avaient aussi deux types de trônes : l'un pour les empereurs et l'autre pour la déesse Roma, dont des statues étaient placées au-dessus des trônes afin qu'on leur rende culte. Les différences entre puissance et autorité se retrouvent dans la potestas et auctoritas.
Les Hittites considéraient le trône comme un dieu à part entière.

## Les trônes et la Bible
Le mot trône apparaît 176 fois dans la Bible (trônes au pluriel, 9 fois). ). Dieu y est décrit comme assis sur un trône à la manière des rois comme signe de sa souveraineté sur la Genèse.
Dans l’Ancien Testament, Le roi David et le roi Salomon sont représentés sur des trônes : « Le roi fit faire un grand trône d'ivoire, et le couvrit d'or pur. » (La Bible - 1 Rois 10.18)
Isaïe mentionne le même trône : « Car un enfant nous est né, un fils nous est donné, Et la domination reposera sur son épaule; On l'appellera Admirable, Conseiller, Dieu puissant, Père éternel, Prince de la paix. Donner à l'empire de l'accroissement, Et une paix sans fin au trône de David et à son royaume, L'affermir et le soutenir par le droit et par la justice, Dès maintenant et à toujours : Voilà ce que fera le zèle de l'Éternel des armées. » (La Bible - Esaie 9.6-7)

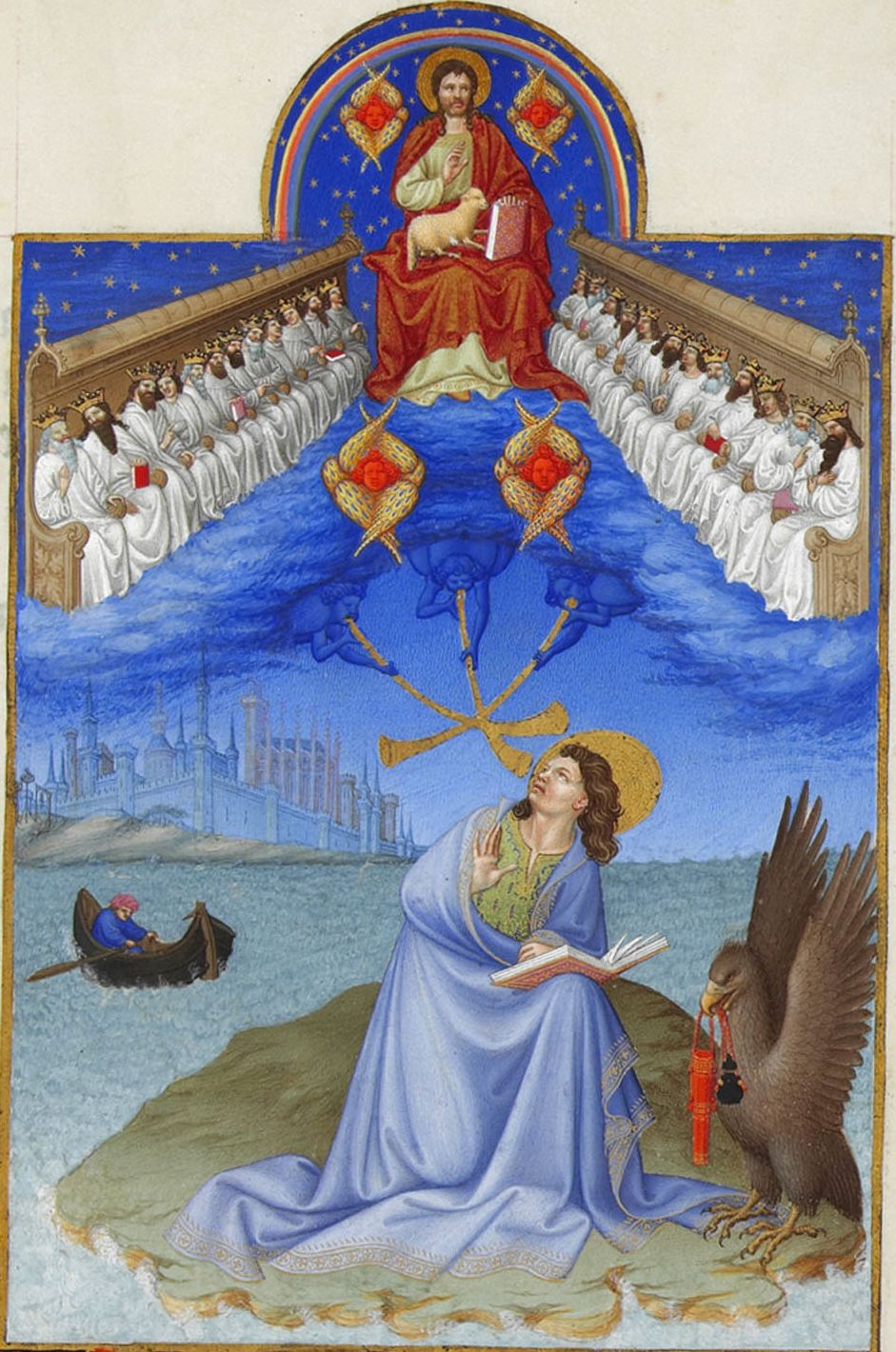
Vision de saint Jean l'évangéliste à Patmos, Livre des révélations, la Bible -Apocalypse de Jean 4.4, « Autour du trône je vis vingt-quatre trônes, et sur ces trônes vingt-quatre vieillards assis, revêtus de vêtements blancs, et sur leurs têtes des couronnes d'or ». Illustration issue des Très Riches Heures du duc de Berry, musée Condé, ms.65, f.17

Dans le Nouveau Testament, l'Ange Gabriel mentionne aussi ce trône dans l'Évangile selon Luc ; la Bible - Luc 1.32-33 : « Il sera grand et sera appelé Fils du Très-Haut, et le Seigneur Dieu lui donnera le trône de David, son père. Il régnera sur la maison de Jacob éternellement, et son règne n'aura point de fin. » 
Jésus promit à ses Apôtres qu'ils s'assiéraient sur douze trônes pour juger les douze Tribus d'Israël : « Jésus leur répondit : Je vous le dis en vérité, quand le Fils de l'homme, au renouvellement de toutes choses, sera assis sur le trône de sa gloire, vous qui m'avez suivi, vous serez de même assis sur douze trônes, et vous jugerez les douze tribus d'Israël. », la Bible - Matthieu 19.38. Saint Jean dans le Livre des Révélations déclare : « Puis je vis un grand trône blanc, et celui qui était assis dessus. La terre et le ciel s'enfuirent devant sa face, et il ne fut plus trouvé de place pour eux. », la Bible - Apocalypse de Jean 20.11.
Saint Paul parle de trônes dans la Bible - Colossiens            1.16 : « Car en lui ont été créées toutes les choses qui sont dans les cieux et sur la terre, les visibles et les invisibles, trônes, dignités, dominations, autorités. Tout a été créé par lui et pour lui. »
 Denys l'Aréopagite, dans son travail, De Coelesti Hierarchia (Hiérarchie ecclésiastique) (VI.7) considère que trône correspond à une des hiérarchies des anges (correspondant aux Aralim dans la Kabbale). Cette idée fut développée par Thomas d'Aquin dans son ouvrage Summa Theologica (I.108), où les trônes sont chargés d'appliquer la justice divine.
Au Moyen Âge, on a associé à la Sainte-Vierge le trône de Salomon décrit comme le trône où Jésus s'assoira. L'ivoire dans la description biblique du trône de Salomon représente la pureté, l'or symbolise la nature divine et les six marches du trône représentent les six vertus. On associe également les psaumes 45 (La Bible - Psaumes 45) à la Sainte-Vierge ; le psaume complet décrivant une salle de trône.

## Les trônes ecclésiastiques

### Lescathèdresou trônes épiscopaux

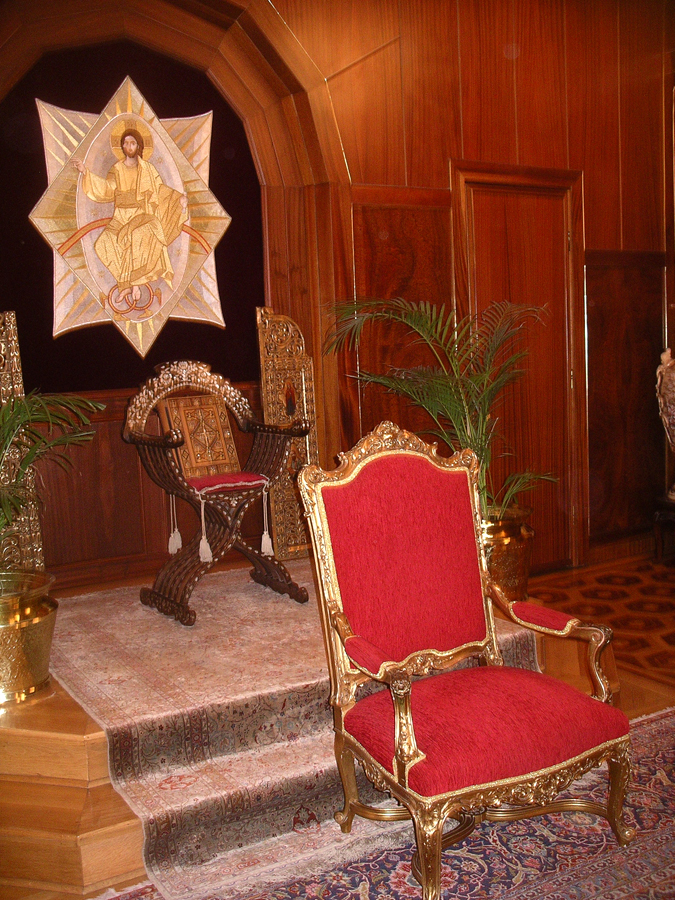
Trône du Patriarche de Constantinople dans le quartier du Phanar à Istanbul. Sur l'estrade, les Évangiles posés sur un trône et plus bas le trône du patriarche.

Depuis toujours, les évêques de l'Église catholique romaine, de l'Église orthodoxe, de l'Église anglicane et de toutes les autres Églises possédant des évêchés s'installent sur un trône, appelé une cathèdre ou cathedra (du grec : κάθεδρα, siège). Traditionnellement placé dans un lieu saint (église ou cathédrale), la cathèdre symbolise l'autorité épiscopale de l'évêque à prêcher la foi (d'où l'expression ex cathedra) et à guider ses ouailles. Emblème pastoral et pontifical, il est issu du trône du Pontifex maximus.
Ex cathedra se réfère à un enseignement du pape dont on considère qu'il a l'intention d'invoquer l'infaillibilité, dogme de l'Église catholique romaine. Dans plusieurs langues, le mot « chaire » dérivant de ex cathedra signifiant littéralement « de la chaire » est communément appliqué au professorat.
Par la présence de cette cathèdre (trône), qui peut être comparable par sa facture à ceux des princes laïcs (même si un prélat n'est pas un prince de l'Église au sens laïc du terme prince), l'église d'un évêque ou d'un cardinal est appelée cathédrale. Dans l'Église catholique romaine, une basilique (du grec basilikos 'royal') est personnifiée par la présence du pavillon pontifical ou ombrellino (un des symboles de la papauté). Mais, le terme de basilique peut s'appliquer de manière générale à toutes les cathédrales ou églises d'importance et/ou de splendeur similaires. Ainsi, ce terme s'applique aussi à des églises construites à partir des basiliques romaines antiques qui, dans l'Antiquité étaient des lieux publics laïcs. En outre, la plupart des églises construites par les empereurs romains Constantin et Justinien ont été inspirées de ces basiliques civiles.
Outre les évêques, certains prélats sont autorisés à utiliser un trône ; par exemple, les abbés et abbesses. Leurs trônes sont souvent plus simples que ceux des évêques et certaines restrictions quant à leur style ou décoration, fonction des usages et règles régissant l'ordre auquel ils appartiennent, peuvent être apportées. 
Les évêques et autres hauts prélats de l'Église ont droit, à des fins de distinction, à un dais au-dessus-de leur trône lors de certaines de leurs fonctions liturgiques. Ce privilège est parfois accordé temporairement aux prélats de rang inférieur dans le respect des symboles liturgiques. Ainsi, les couleurs du dais doivent correspondre à celle de leurs vêtements. De même, quand un monarque régnant assiste à une célébration religieuse, il peut s'installer sur un trône couvert d'un dais, mais ce trône ne peut être situé près de l'autel.
Dans l'Église grecque orthodoxe, le trône de l'évêque mêle souvent les caractéristiques des stalles du monastère à des accessoires hérités de la cour byzantine, tels qu'un couple de lion assis aux pieds du trône. Le terme « trône » est souvent utilisé en référence aux Patriarches pour désigner leur autorité ecclésiastique ; par exemple, le "Trône œcuménique" désigne l'autorité du patriarche œcuménique de Constantinople en tant que juridiction autocéphale de l'Église orthodoxe sur « l'ensemble du monde connu ».

Les évêques de l'Église d'Orient peuvent aussi utiliser un trône pliant pour remplir ses devoirs liturgiques dans les cathédrales autres que celle de leur évêché.

### Le trône papal

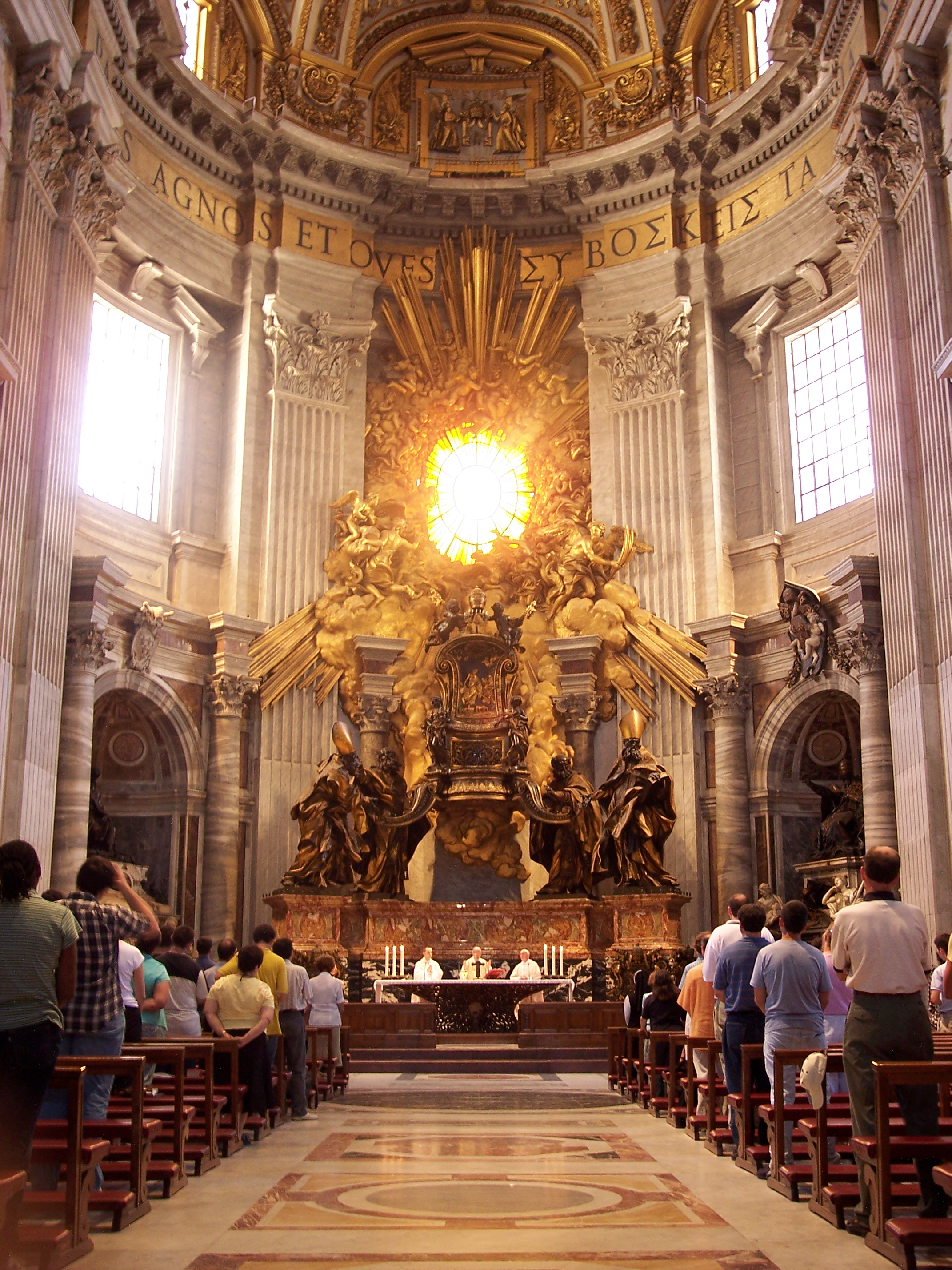
Cathedra Sancti Petri, derrière l'autel de la basilique Saint-Pierre de Rome

Dans l'Église catholique romaine, le pape est un « monarque élu », étant d'une part, de par le droit canon le chef spirituel des catholiques romains et d'autre part, selon le droit international, le chef temporel de l'État du Vatican (État souverain enclavé dans la ville de Rome, accords du Latran, 1929). Jusqu'en 1870, le pape est le souverain des États pontificaux, et possède depuis des siècles une importante autorité politique sur l'Italie divisée. Depuis, le Saint-Père conserve un statut diplomatique reconnu officiellement et légats et nonces apostoliques sont délégués à travers le monde pour des missions diplomatiques.
Le trône sur lequel le pape est traditionnellement assis en tant qu'évêque de Rome (le Cathedra Romana), est situé dans l'abside de l'archibasilique Saint-Jean de Latran à Rome, sa cathédrale. Le trône sur lequel il s'assoit en tant que pape est situé dans l'abside de la basilique Saint-Pierre de Rome. Au-dessus de ce trône, un fauteuil dont on croit qu'il a appartenu à saint Pierre, premier pape. Cette relique est connue sous le nom de trône de Pierre (Cathedra Sancti Petri).
Dans le passé, le pape était aussi transporté sur un trône mobile, appelé Sedia gestatoria. À l'origine, le sedia était utilisé pour entourer le faste ostentatoire des cérémonies papales. On y adjoignait alors de chaque côté du trône une paire de flabella (éventails faits de plumes d'autruche). Paul VI fut le premier à abandonner son utilisation mais, plus tard le pape Jean-Paul Ier a réutilisé le sedia lors de son bref pontificat afin d'être plus facilement vu par la foule sans rétablir toutefois les flabella. Le sedia fut abandonné à nouveau par le pape Jean-Paul II en faveur de la papamobile. À la fin de son pontificat, on a fabriqué pour le pape Jean-Paul II un trône à roulettes.
Avant 1978, lors du conclave, chaque cardinal était assis sur un trône pendant les votes dans la chapelle Sixtine. Chaque trône était surmonté d'un dais. Après le tour de scrutin désignant le pape, et une fois que le nouvel élu avait accepté la mission et choisi son patronyme, les cardinaux abaissaient leur dais, laissant seul le dais du nouveau pape élu. C'était le premier trône du nouveau pape. La scène fut théâtralement dépeinte dans le film de 1968 Les Souliers de saint Pierre réalisé par Michael Anderson

## Les trônes au Moyen Âge

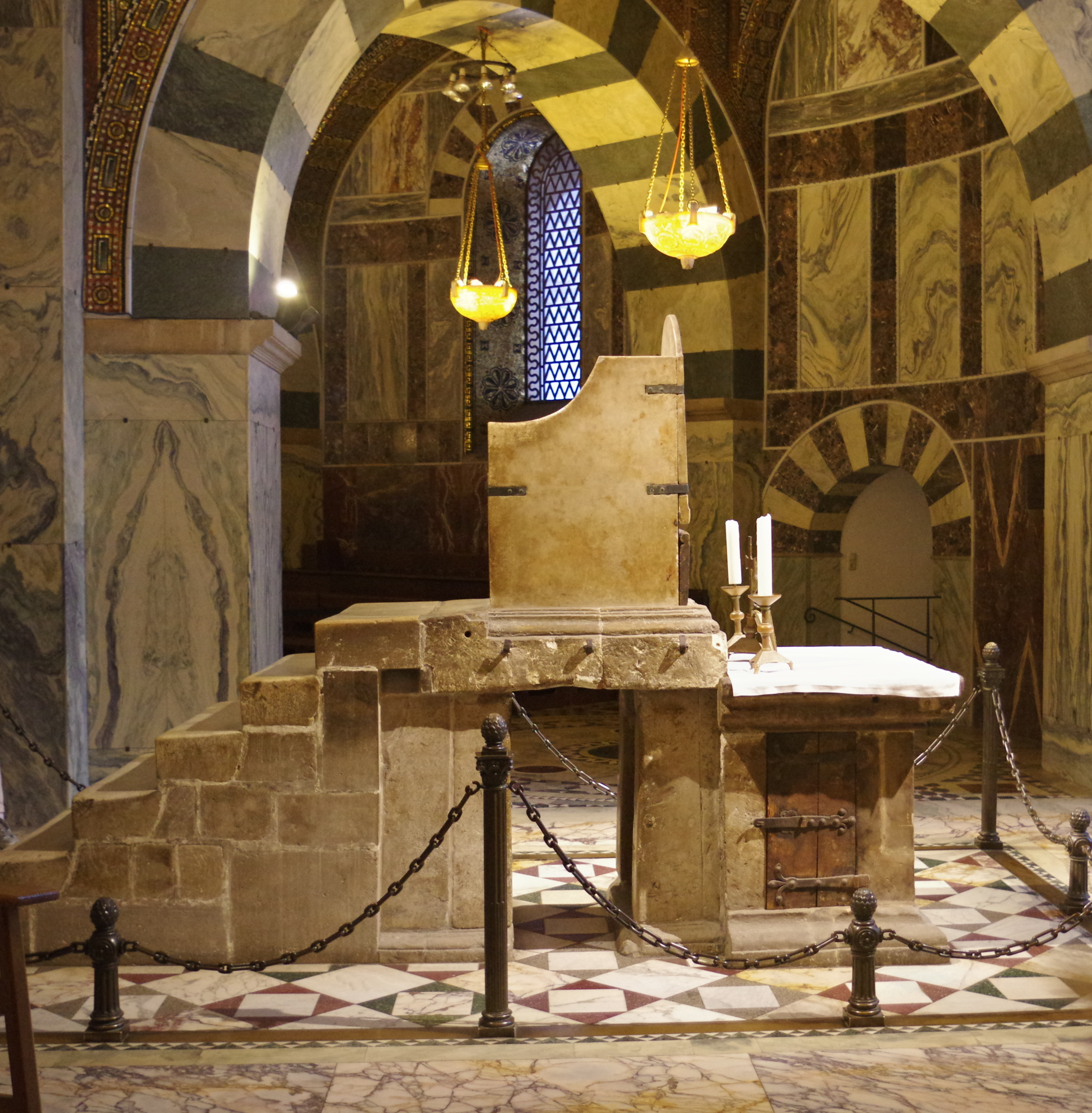
Trône de Charlemagne à la cathédrale d'Aix-la-Chapelle

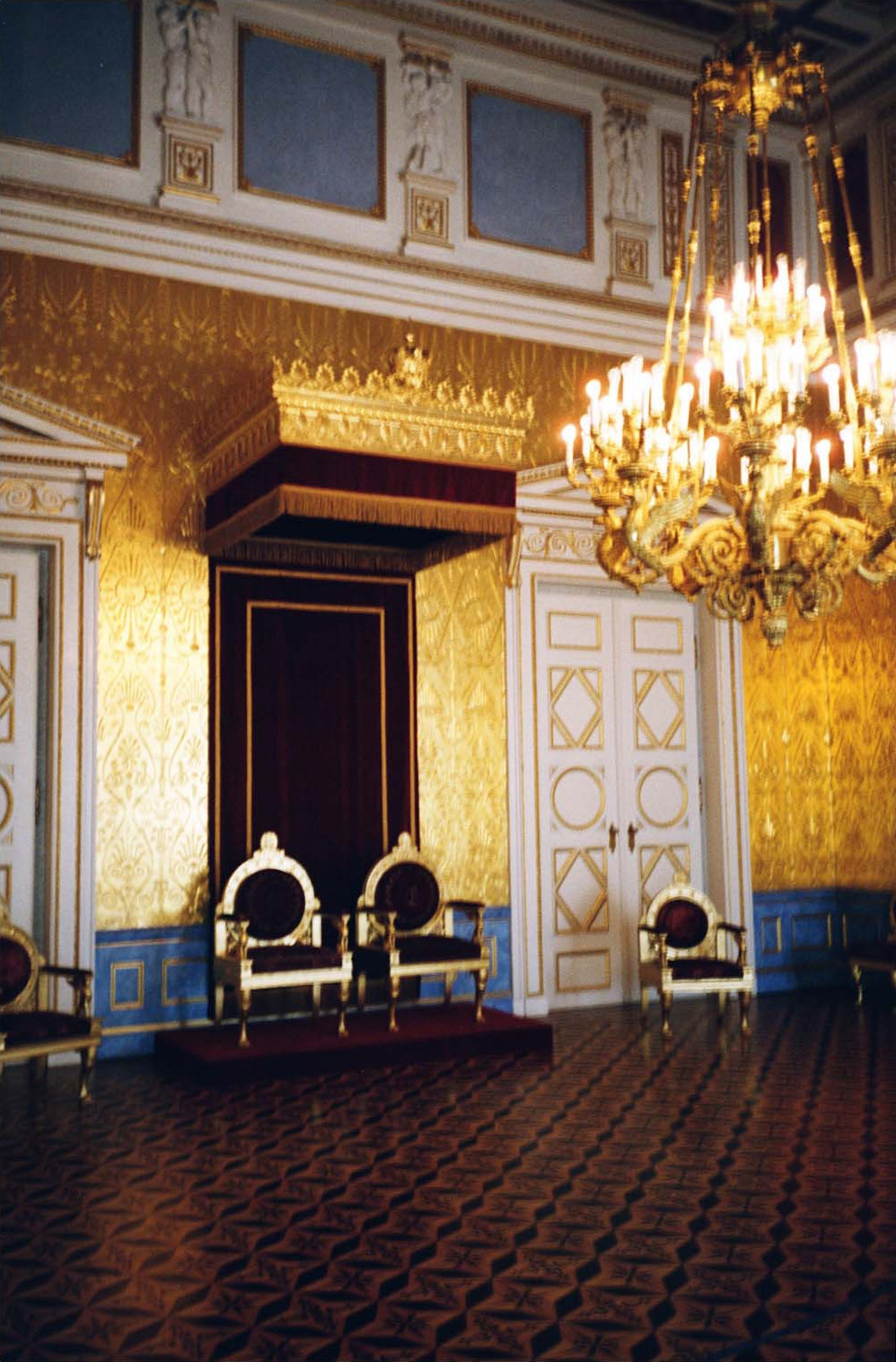
, résidence de Munich, Bavière

Dans l'Europe féodale, les souverains étaient souvent assis sur des trônes comparables, selon toute vraisemblance, aux sièges des magistri romains. Ces trônes étaient, à l'origine, assez simples, comparativement à leurs équivalents en Asie. L'un des plus importants et des plus grandioses était le trône de Charlemagne au Kaiserdom (cathédrale impériale) d'Aix-la-Chapelle, lieu de couronnement de 30 rois et empereurs du Saint-Empire romain germanique. Le trône des premiers Capétiens jusqu'à Philippe Auguste est une simple banquette accueillant le roi, la reine et au milieu le fils aîné.
Les empereurs byzantins utilisaient des trônes plus recherchés, souvent gardés par des lions en pierre. On apercevait l'empereur derrière une série de voiles en soie, qui pouvaient être ouverts si le visiteur étranger était suffisamment d'importance. Quand ce dernier approchait du trône, le lion rugissait et des orgues jouaient. Au pied du trône, le suppliant était forcé de se prostrer jusqu'à poser la tête sur le sol. Le trône s'élevait alors dans les airs afin que le visiteur qui relevait la tête fut complètement abasourdi. 
Les tsars du Moyen Âge se servaient également du cérémonial byzantin pour ce qui concerne l'étiquette de la salle du trône. Le trône le plus célèbre de Moscou était le trône d'Ivoire d'Ivan le Terrible. Datant du milieu du XVIe siècle, il avait la forme d'une chaise à haut dossier avec accoudoirs et il était orné de plaques faites d'ivoire et de défenses de morse et copieusement sculptées de scènes mythologiques ou champêtres, d'armoiries. Les plaques sculptés de scènes bibliques concernant la vie du roi David témoignent parfaitement que les souverains chrétiens avaient David en idéal.
Aux Indes, le terme gaddi (prononcé /gəd̪d̪iː/, aussi appelé rājgaddī) était réservé aux souverains hindous des États princiers des Indes tandis que leurs homologues musulmans trônaient sur un musnad (prononcé /məsnəd̪/), même si tous deux avaient la forme d'un divan. Au temps de l'Empire moghol, le trône était appelé Shāhī takht (prononcé /ʃaːhiː t̪əxt̪/), alors que le nom en sanskrit était singhāsana (littéralement, siège d'un lion). Les maharadjahs utilisent comme trône portatif le howdah.
Le bey de Tunis (nommément une province de l'Empire ottoman, mais de facto un royaume quasi indépendant) avait un trône appelé kursi. L'Afrique noire utilisait des « trônes de chef » à représentations anthropomorphiques ou zoomorphiques.
Du temps de la Russie impériale, le trône de la Grande Salle du Trône du palais d'Hiver à Saint-Pétersbourg était considéré comme le trône de Russie. Il était posé sur une estrade de 7 marches avec un proscenium en forme d'arche au-dessus et le symbole de la famille impériale derrière (l'Aigle à deux têtes). La salle Pierre Ier de Russie (la « petite salle du Trône ») est modeste en comparaison de la précédente. Ce trône fut réalisé pour l'impératrice Anna de Russie à Londres. Il existe aussi un trône dans la Grande Salle du Trône du Peterhof.
En Afrique subsaharienne le trône représente le règne. Structuré et bien organisé le règne est composé du fondateur de la région ou terre, du Roi ou reine, des notables, des généraux de guerre  et  les eunuques car le pouvoir dans le royaume n'appartient pas totalement au roi ou à la reine. Le pouvoir du Roi ou la reine a ses lois et ses  limites. Avant le Xe siècle de notre ère le règne ou le trône n'était pas lié au terre comme de nos jours, mais il est lié à la culture et tradition des peuples en déplacement. Les différents clans, ethnies ou peuple se déplaçaient d'une région a un autre à cause  des différentes guerres , à la recherche de terre cultivables ou la fuite face au commerce des esclaves entre Africains. Lors de la migration des peuples noirs :  par exemple le  groupe ou clan  de la reine Abla Pokou, le peuple se déplaçait avec son trône, ses idoles ou dieux, ses notables, son armée. Et donc Abla Pokou devient la reine du peuple Baoulé ivoirien.
On distingue aussi le trône du Roi du  trône de  guerre et aussi  le  trône ancestrale  ( le trône de ceux à qui appartiennent la terre lorsque les africains commencèrent à s'identifier par rapport à leur terre acquise ). 
Le trône du roi Behenzin est un trône de guerre. Il a résisté aux colons lors de la traite négrier avant de s'incliner lorsqu'il voyait mourir son peuple dans le combat sanglant.

## Les trônes de nos jours

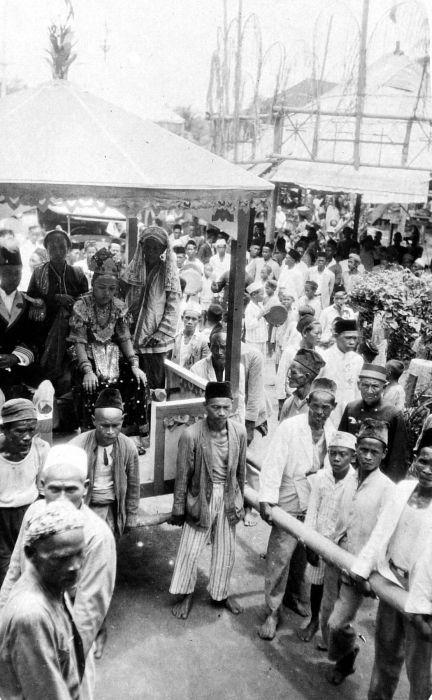
Jeunes mariés princiers dans un palanquin en Indonésie dans les années 1940.

Alors que la monarchie absolue voit la perte de l’usage des trônes perçu comme un élément encombrant et superflu (Louis XIV ayant fait fondre son trône en argent en 1686 pour financer les guerres, se fait représenter debout), dans les quelques pays où subsiste de nos jours un régime monarchique, le trône est encore utilisé lors des cérémonies à dessein symbolique. Parmi les trônes les plus connus encore en usage, on compte le trône du roi Édouard sur lequel le monarque britannique est couronné ainsi que les trônes utilisés par les monarques lors des cérémonies d'ouverture des parlements, entre autres, au Royaume-Uni, au Danemark, aux Pays-Bas, au Canada ou en Australie.
Alors que l'abolition de la monarchie aurait pu faire disparaître le trône dans les régimes républicains, d'autant plus que la mode américaine a tendance imposer comme nouvelle symbolique un chef d’État debout parlant debout devant un pupitre, ce symbole d'autorité subsiste. Certaines républiques utilisent des sièges qu'on peut apparenter à des trônes lors des cérémonies officielles. Le président des États-Unis s'installe devant les caméras dans son Bureau ovale sur un siège-trône à haut dossier tapissé d'un tissu blanc quand il reçoit à la Maison-Blanche des hôtes de marque (eux-mêmes assis sur un siège équivalent). En Irlande, le président, lors de la cérémonie, de son investiture prend place sur le trône utilisé jadis par le vice-roi d'Irlande. De même, nombre de maires britanniques et irlandais président souvent leurs conseils municipaux sur des sièges ressemblant à des trônes. Le président de la République française dispose lors du défilé militaire du 14 Juillet d'un siège qui reprend les codes du trône sous un dais dans une tribune. Enfin, le symbole du trône subsiste et marque différentes autorités : chaire universitaire, chaire de médecine, de magistrats...

### Trône en Afrique noire
Le trône en Afrique depuis la nuit des temps est purement spirituel et physique. Le trône spirituel représente le pouvoir et le lien  des esprits des ancêtres d'un peuple, tribu ou clan qui les lient au trône physique représenté. Le trône donne l'impression souvent de siège ou tabouret royal comme le tabouret des du peuple Ashanti. Cependant le trône au sens approfondie représente un objet sacré de l'ancêtre d'un peuple, tribu ou clan laissé à ses descendants qui communiquent avec son ou ses esprits via cet objet pour recevoir des directives nécessaire pour l'évolution de ce peuple. Le trône ancestrale appelé chez les Ewé ( Fon, Anlo, Mina, Guin, Kotafon, Mayi ) Togbe zipke ou encore Togbui zikpui peut être une lance, une houe, une pierre, une couronne etc..
On distingue deux types de trône en Afrique : le trône religieux réservé au chef ou leader religieux et le trône Royal réservé a ceux qui règne sur un clan, tribu ou peuple. Malgré que le leader religieux et le leader royal sont tous deux  prêtre a cause du culte des ancêtres qu'ils font cependant le chef religieux est plus impliqué dans la religion que le leader du peuple.

## Quelques exemples de trônes

### Europe
- Le trône d'Apollon à Amyclée

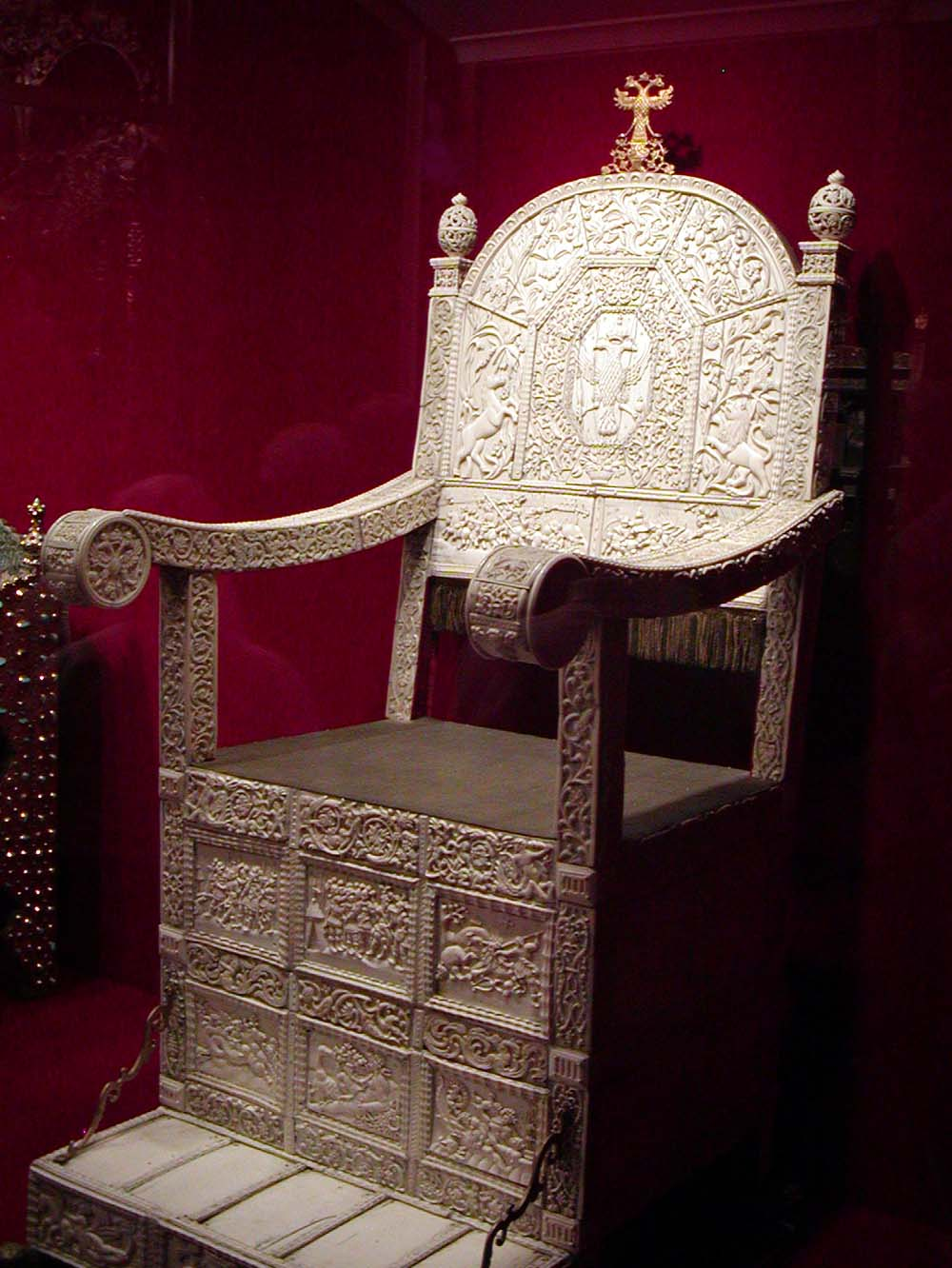
Trône d'ivoire du tsar Ivan IV de Russie

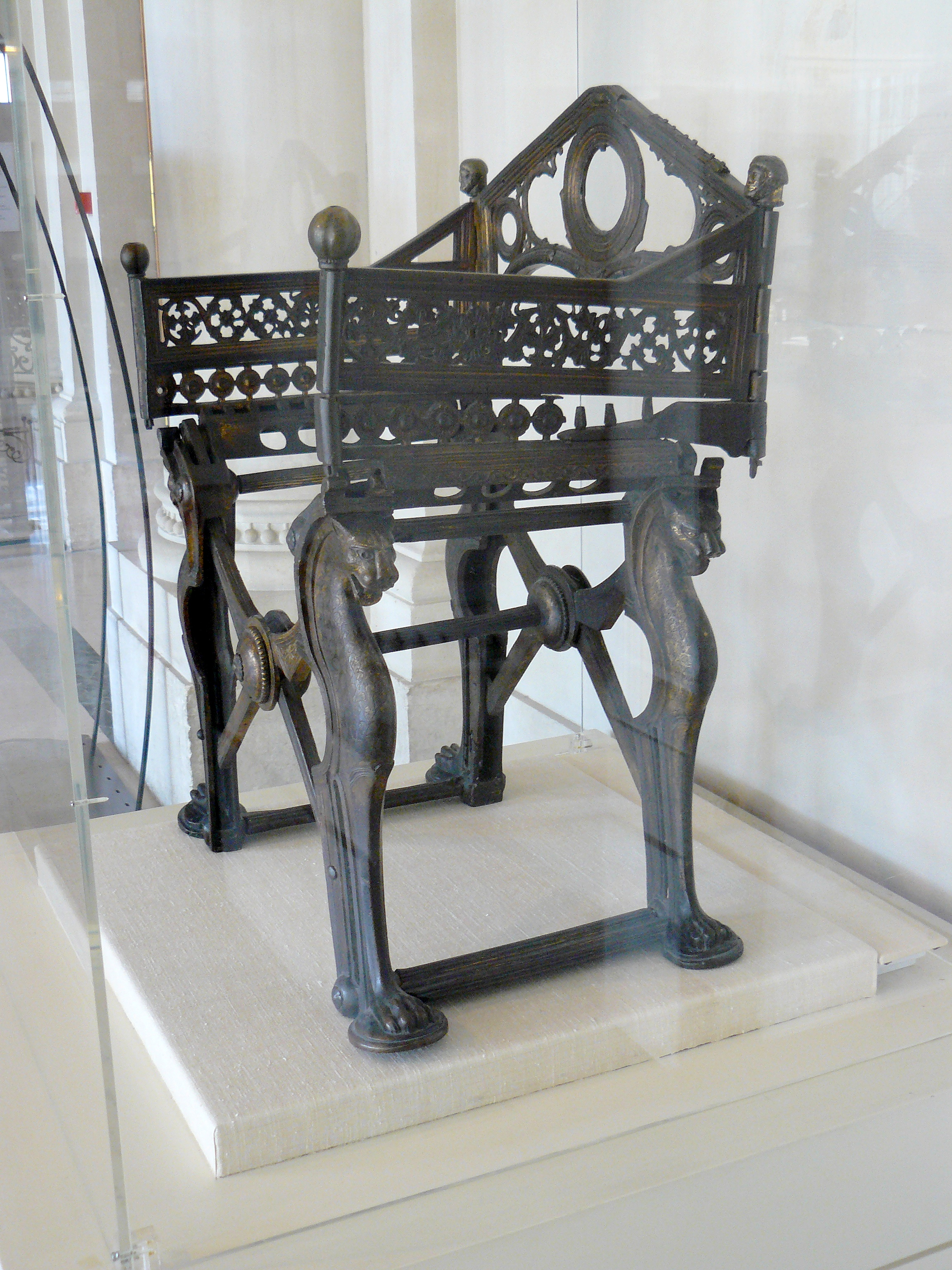
Trône de Dagobert

- La King Edward's Chair (« chaise du Roi Édouard Ier ») ou Coronation Chair (« chaise du couronnement ») à l'abbaye de Westminster, Londres, où la quasi-totalité des couronnements des monarques anglais a eu lieu. L'abbaye renfermait auparavant la « pierre de Scone » (aussi appelée pierre du destin), trône sur lequel les souverains d'Écosse étaient couronnés.
- Le Trône d'argent de la reine Christine, Suède
- Le trône de Charlemagne à la cathédrale d'Aix-la-Chapelle, Allemagne
- Le Trône des Belges
- Le trône de Dagobert
- Le trône d'ivoire d'Ivan le Terrible
- La sedia gestatoria papale

### Afrique et Moyen-Orient
- Le trône de Salomon
- Le tabouret d'or royal des Ashantis
- Le trône de David des empereurs d'Éthiopie

### Asie
- Le trône du Dragon des empereurs de Chine, palais de l’Harmonie suprême, Cité interdite, Pékin, Chine
- Le trône du chrysanthème des empereurs du Japon
- Le trône du Phoenix des rois coréens
- Le trône du Lion du dalaï-lama au Tibet
- Le trône du Lion du Sikkim, siège du Karmapa en exil en Inde
- Le trône de pierre du roi Kasyapa du Sri Lanka, citadelle du Ve siècle de Sigiriya
- le trône de pierre du Roi Nissanka Malla du Sri Lanka, XIIe siècle, Polonnaruwa
- Le trône du Paon de l'Empire moghol, puis :
- Le trône du Paon du shah d'Iran
- Le trône de Marbre (Takht e Marmar) du shah d'Iran
- Le trône du Paon de Corée
- Le trône du Paon à Montchobo, puis à Ava, anciennes capitales de Birmanie
- Le Saridhaleys 'trône d'ivoire' et le sighsana 'trône de lion' du sultanat des Maldives
- Le trône de bois de santal de l'ex-principauté du Bikaner

## Galerie photos

### Trônes des rois ou empereurs

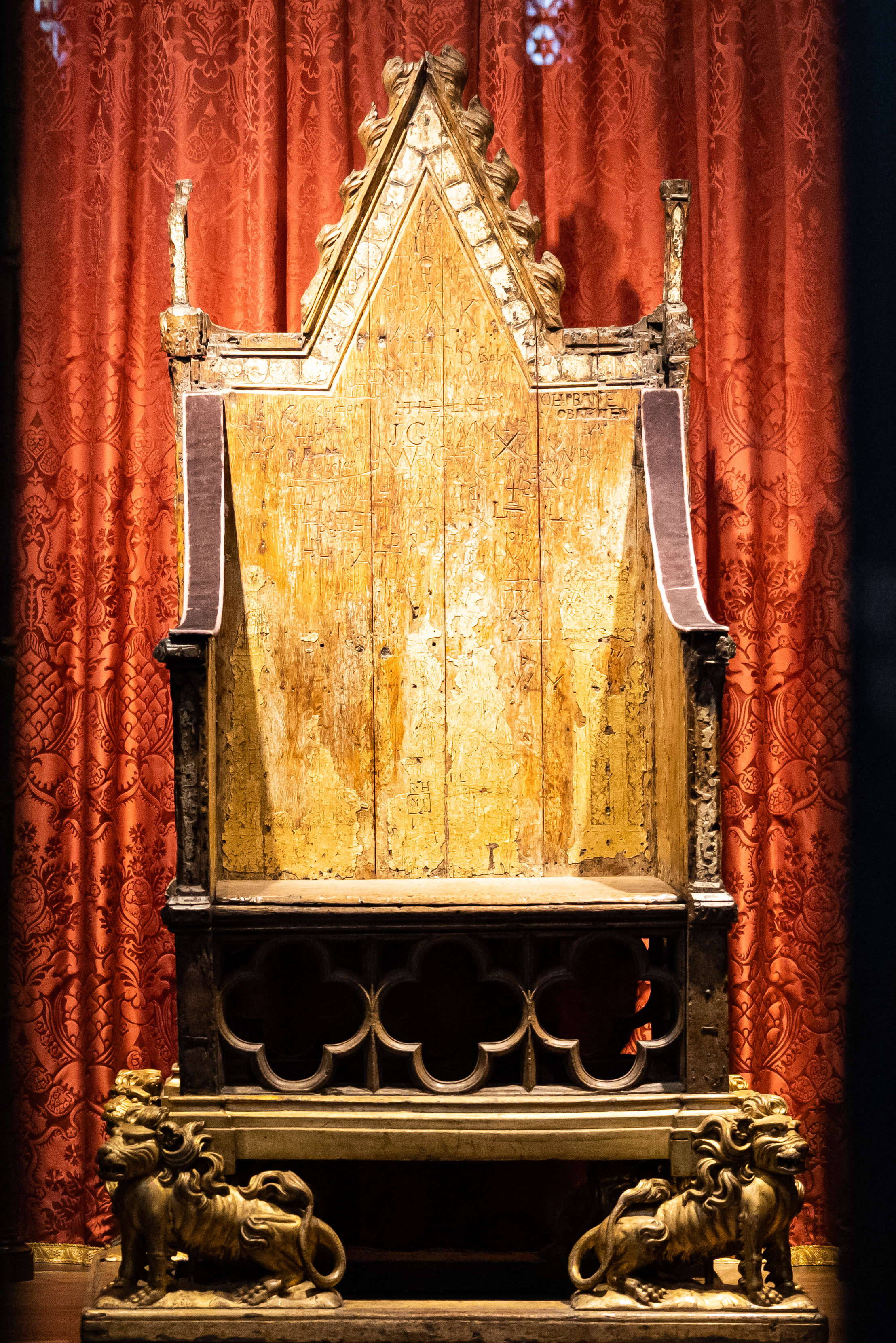
Trône du roi Édouard Ier, abbaye de Westminster, Angleterre
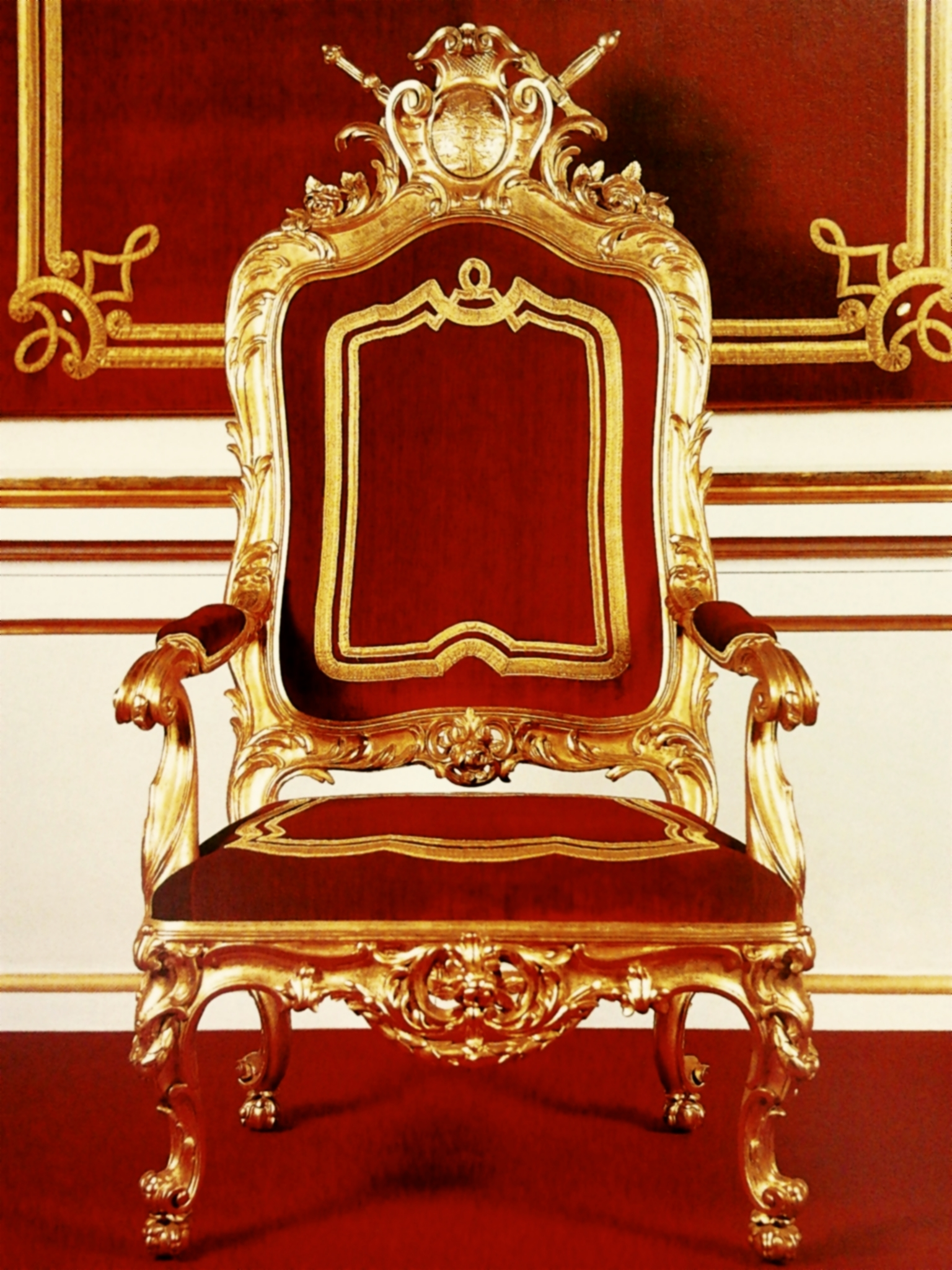
Trône de Stanislas II de Pologne, Varsovie
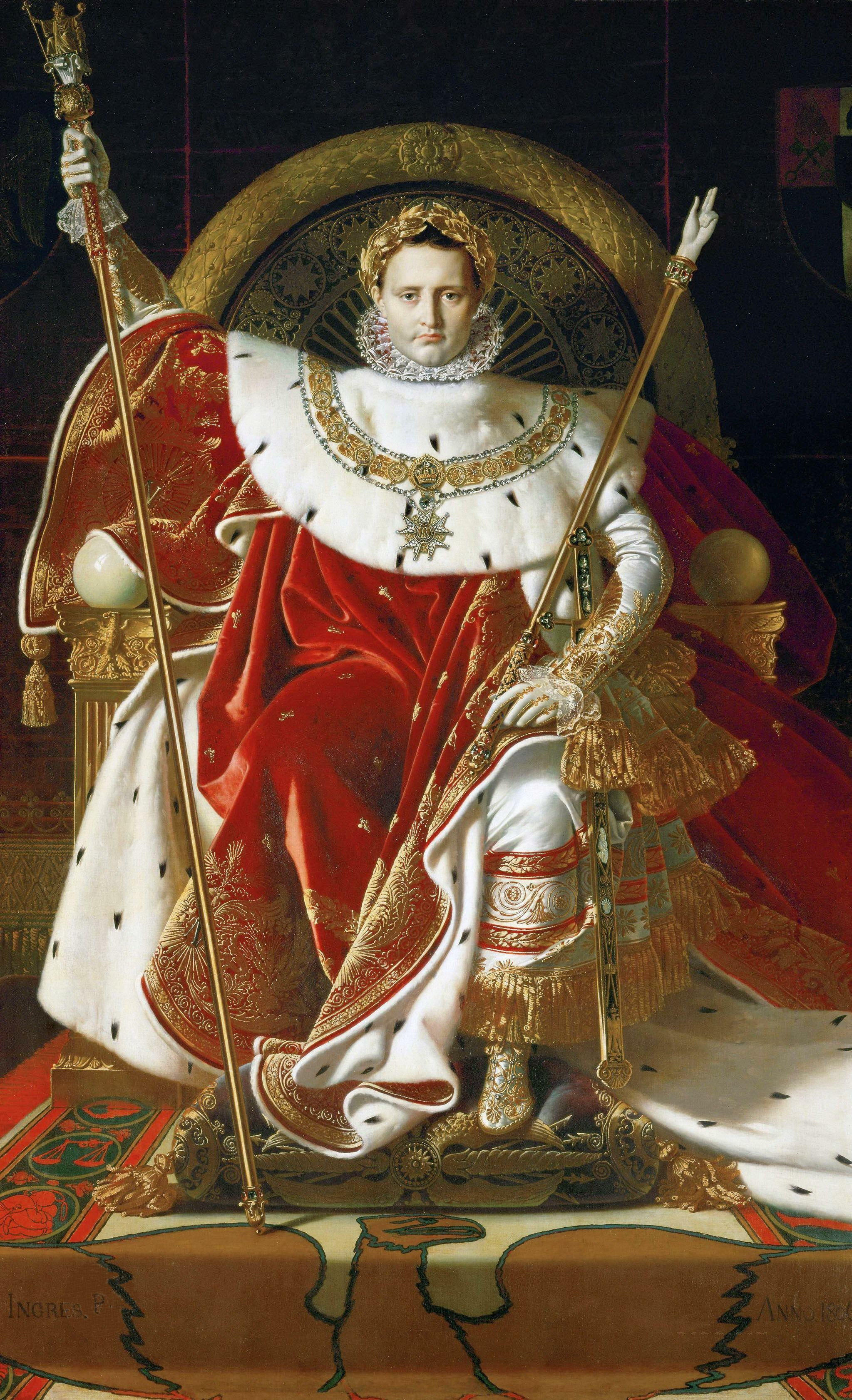
Trône de l'empereur Napoléon Ier
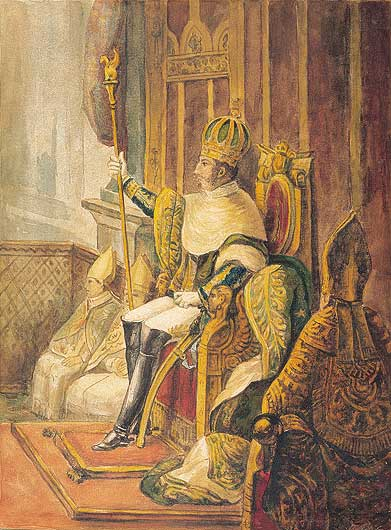
Trône de l'empereur du Brésil, Pierre Ier.
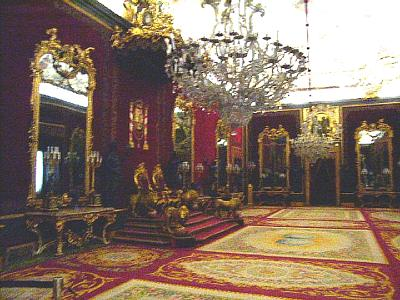
Trônes du roi et de la reine d'Espagne, Madrid
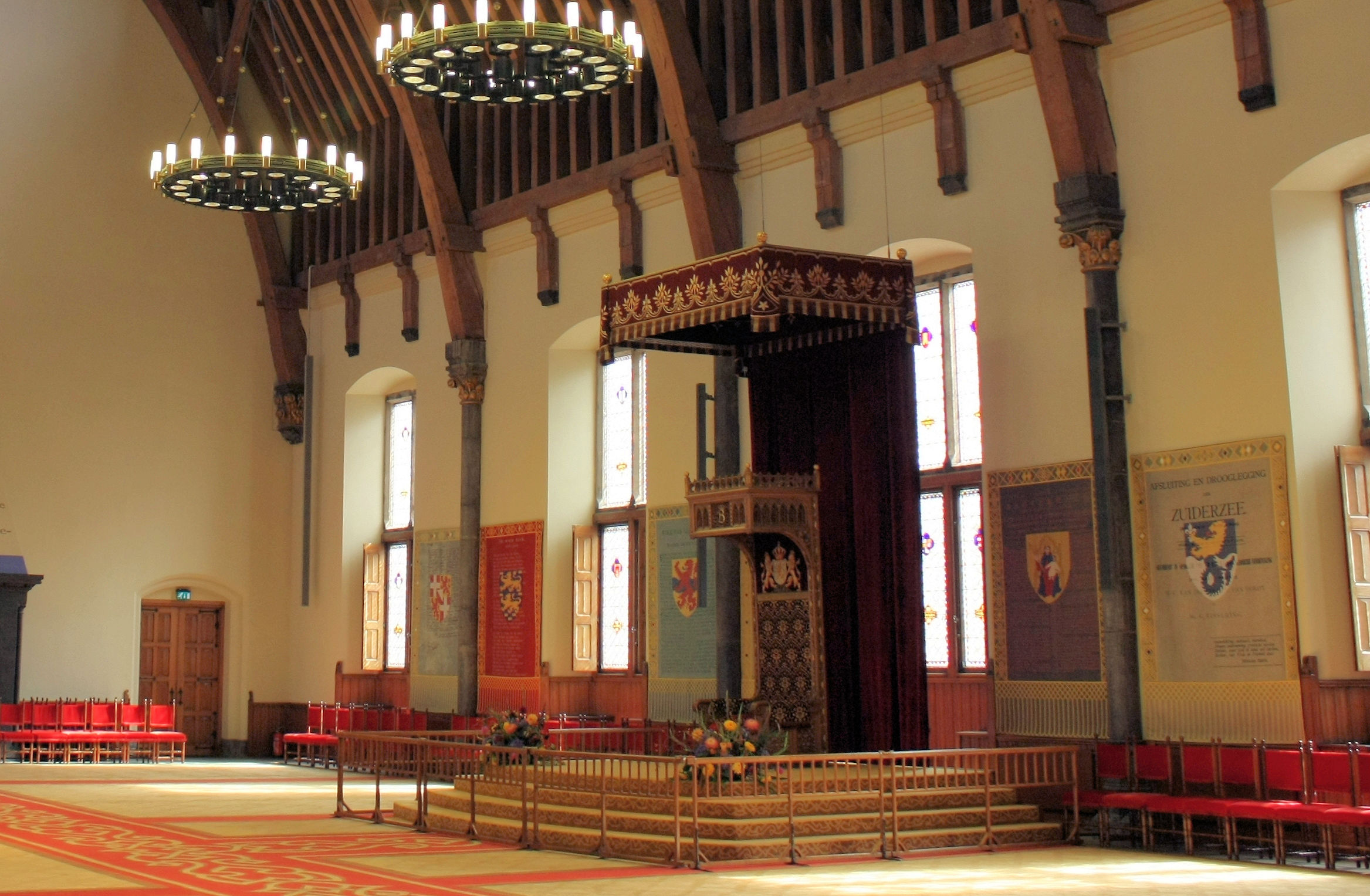
Trône de la reine des Pays-Bas, château de Ridderzaal, La Haye

### Trônes pontificaux

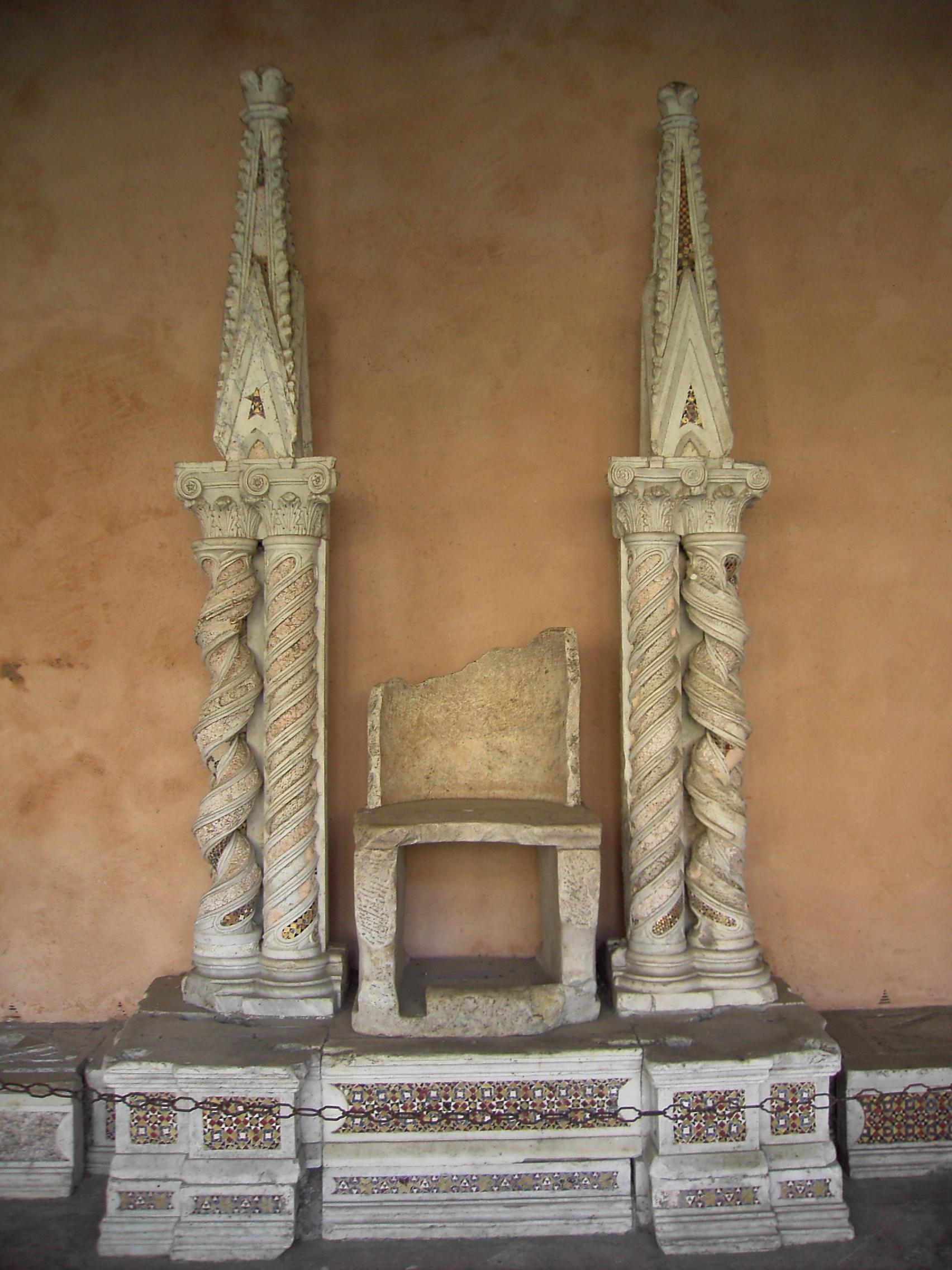
Trône papal, archibasilique Saint-Jean de Latran, Rome
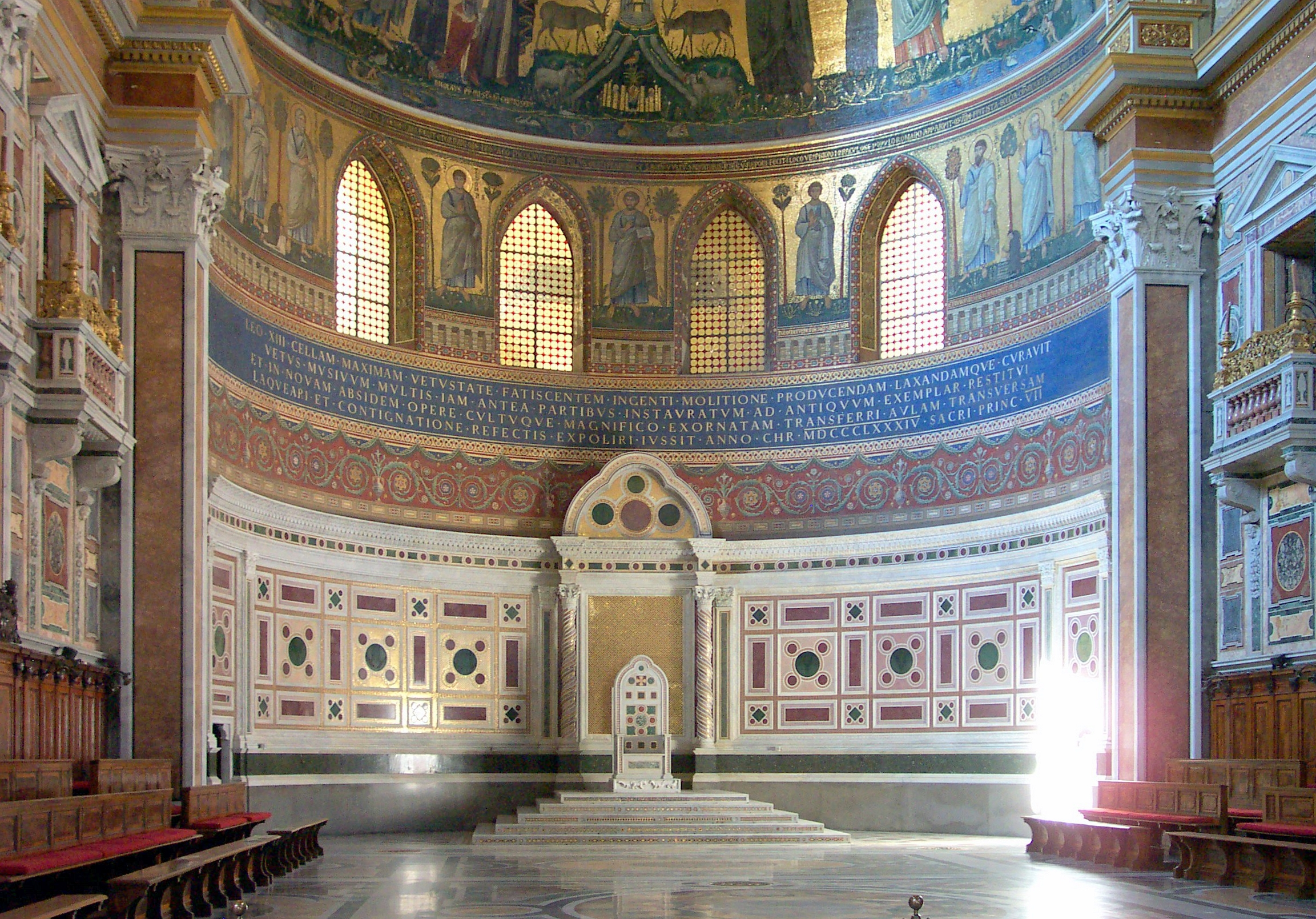
Trône papal, archibasilique Saint-Jean de Latran, Rome
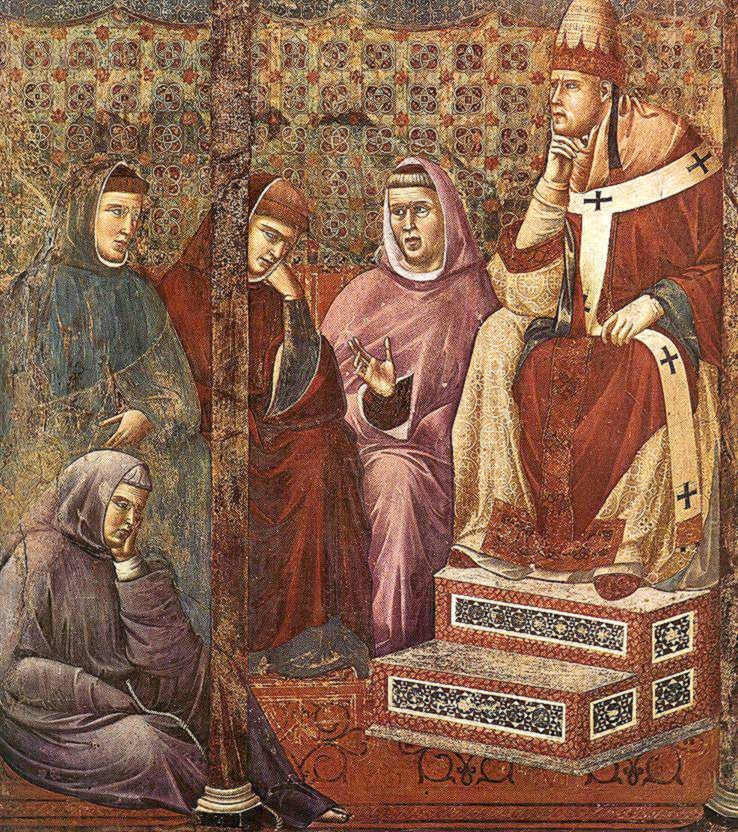
Trône du pape Honoré III.
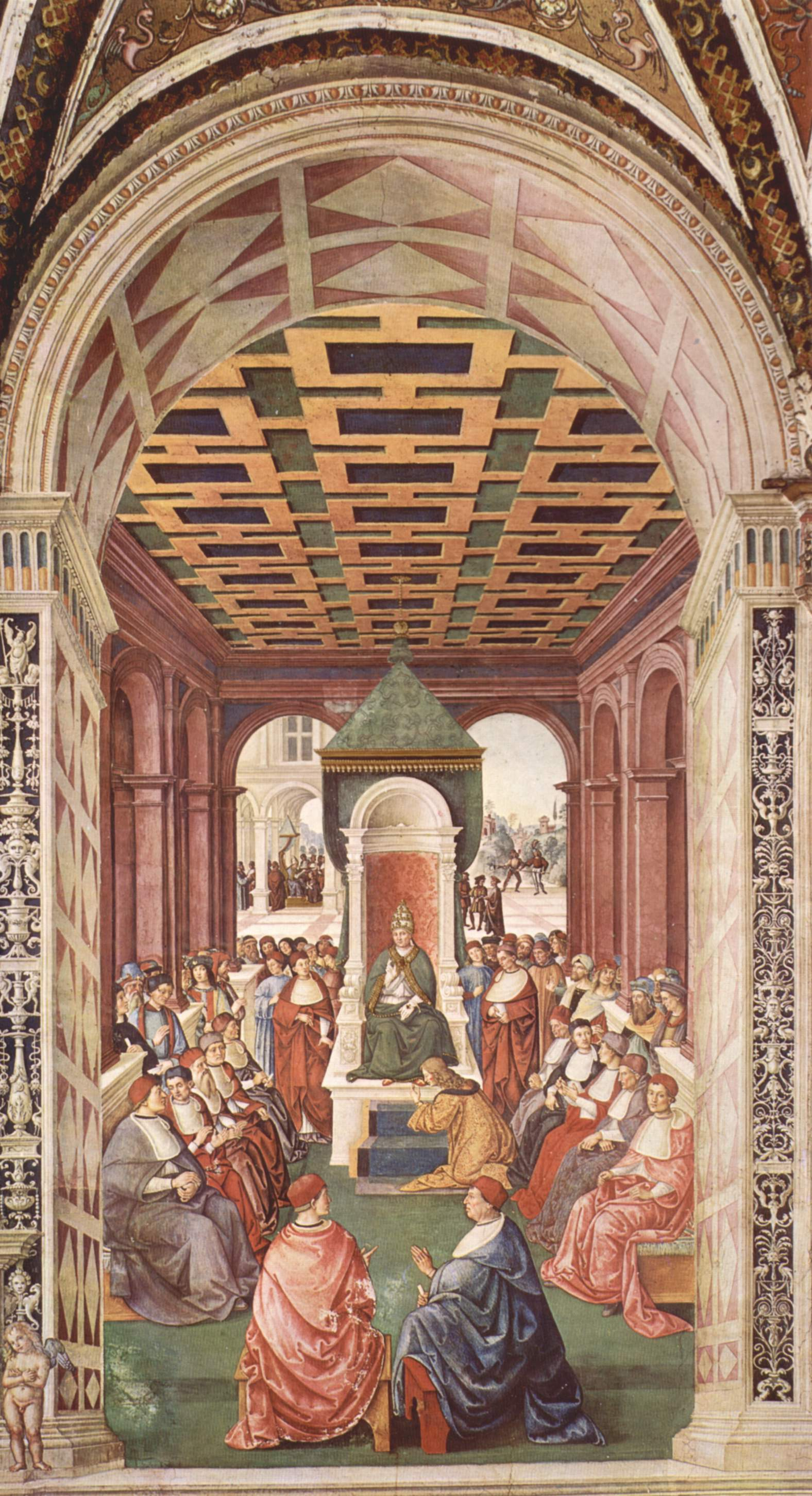
Trône du pape Pie II. (Enea Silvio Piccolomini)

### Autres trônes

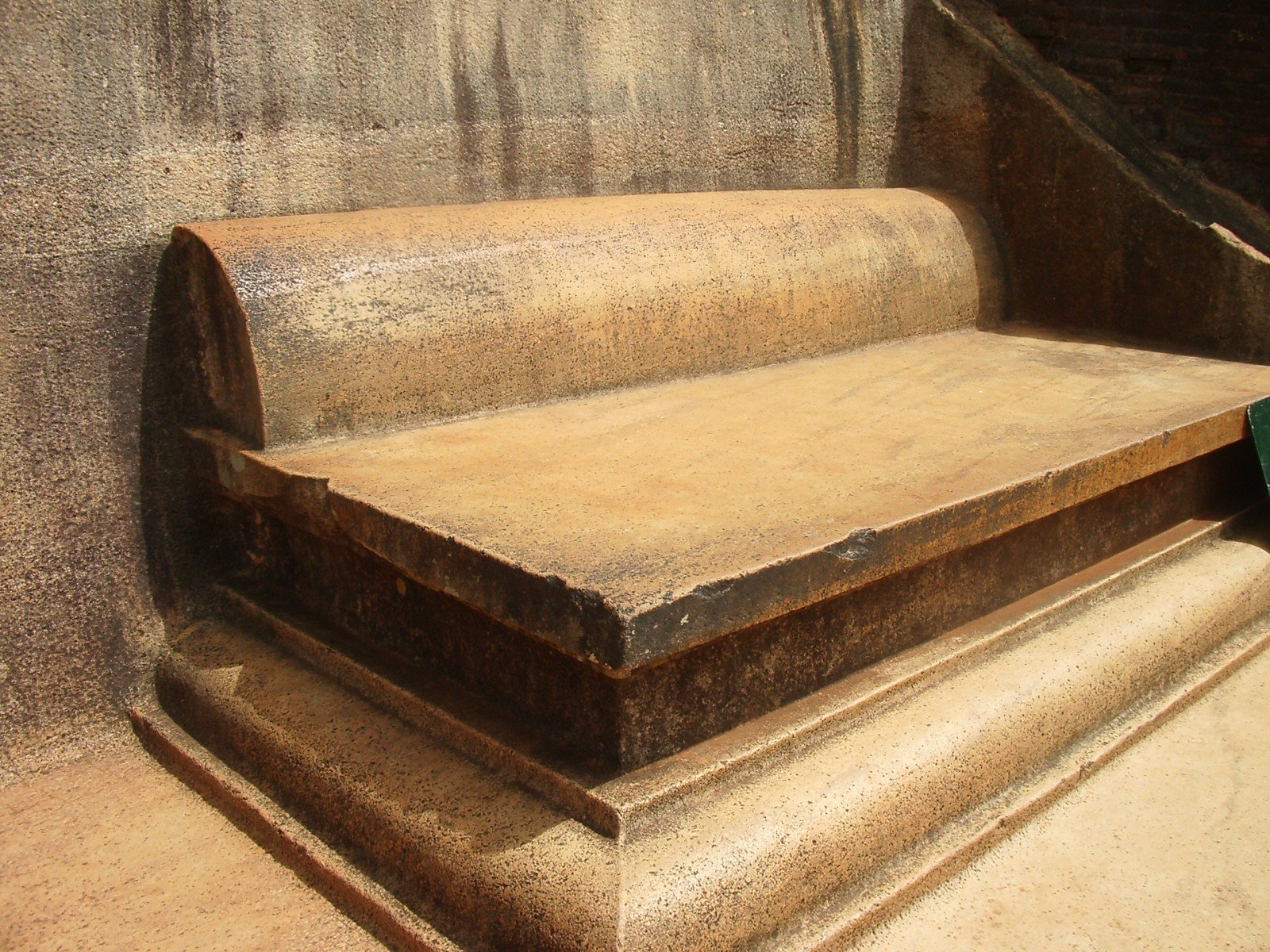
Trône en pierre en forme de banquette, Sigirîya
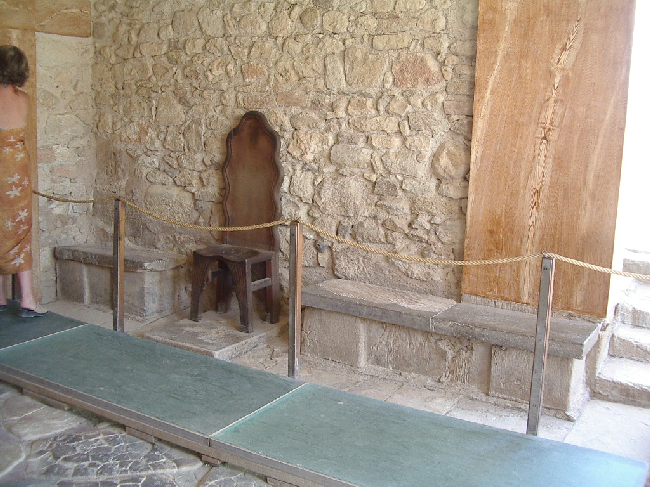
Trône de Minos, Cnossos
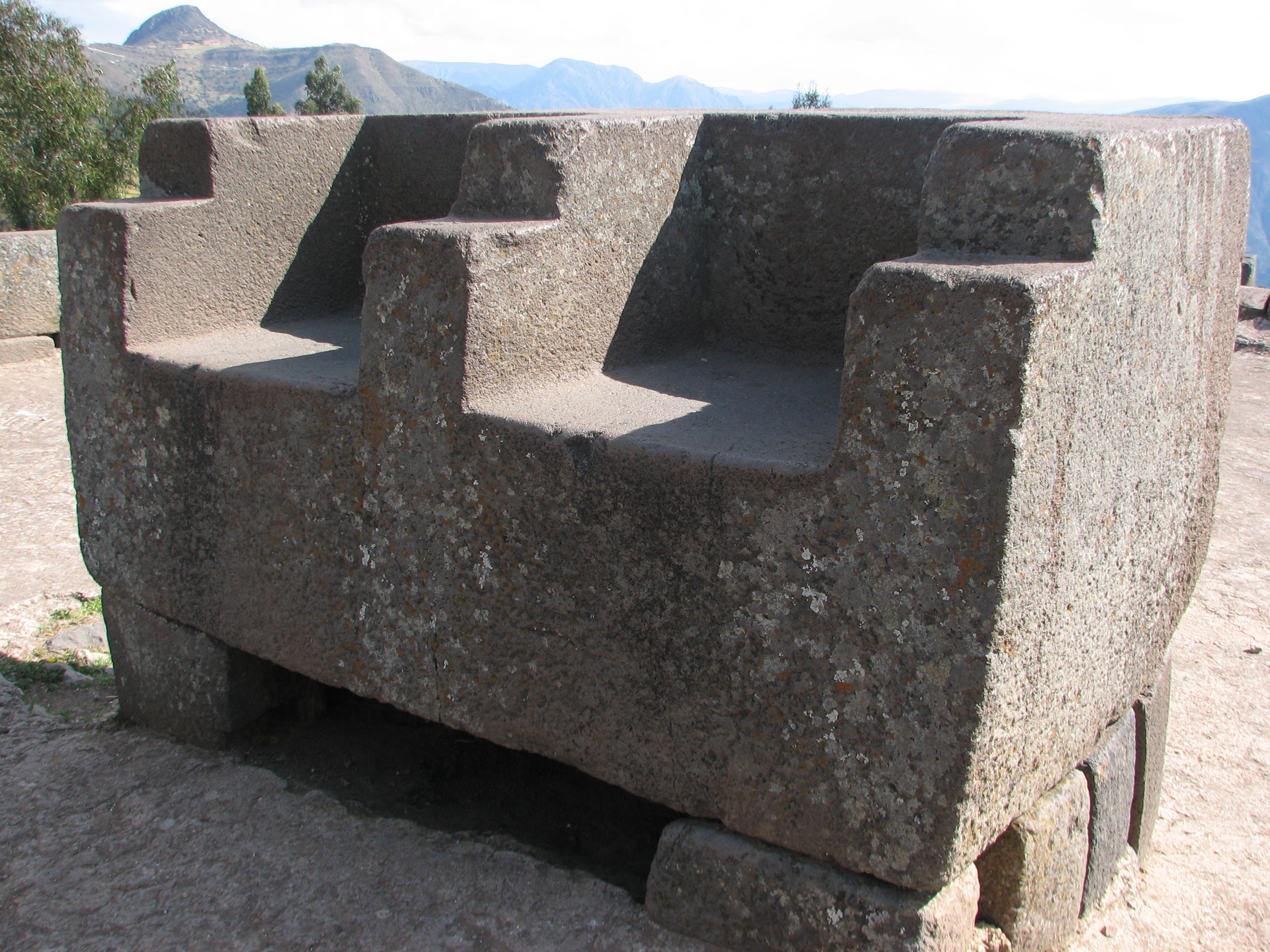
Trône inca en forme de siège double, Vilcashuaman
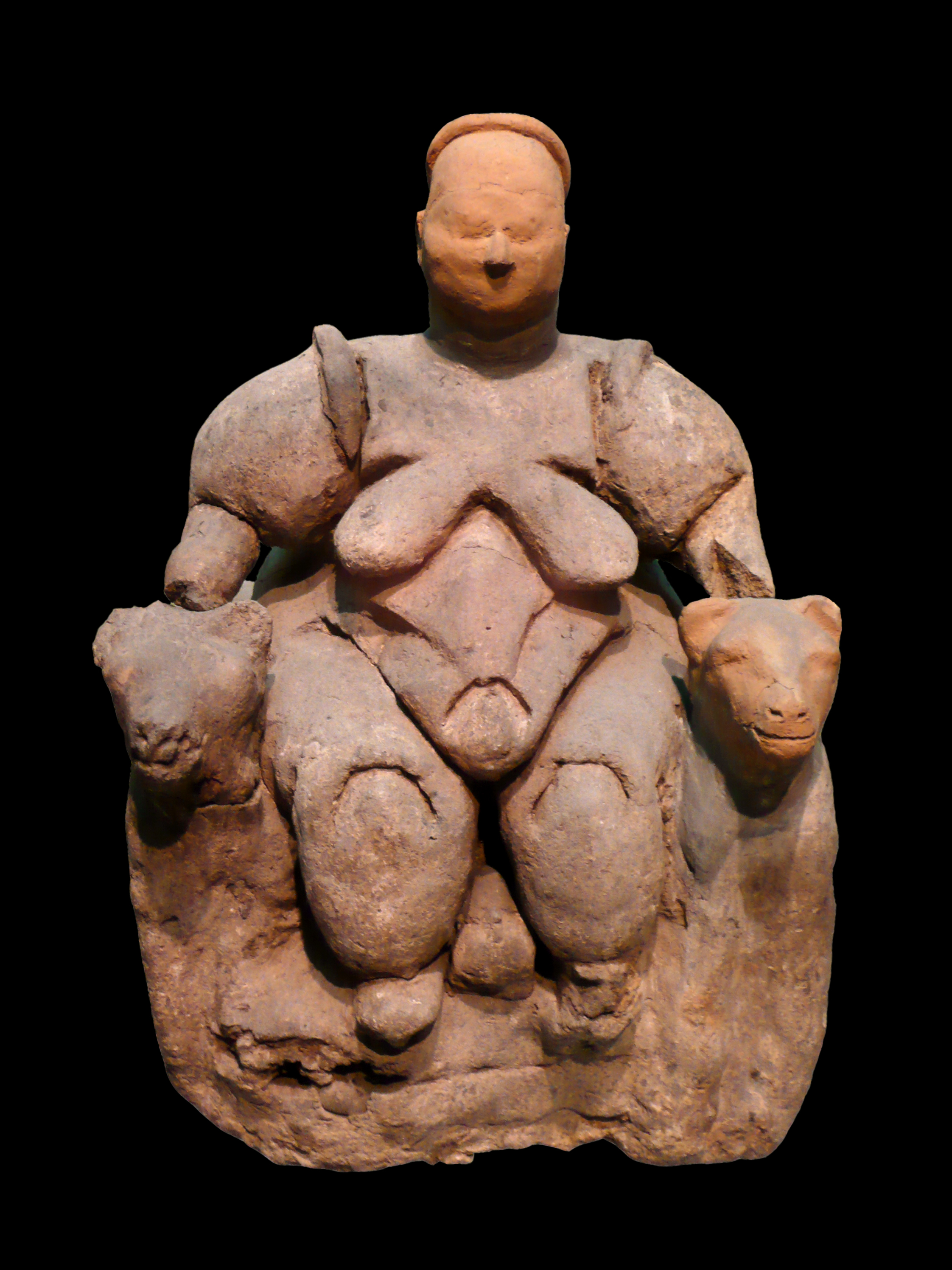
Femme assise de Çatal Höyük (en) sur un trône orné de félins
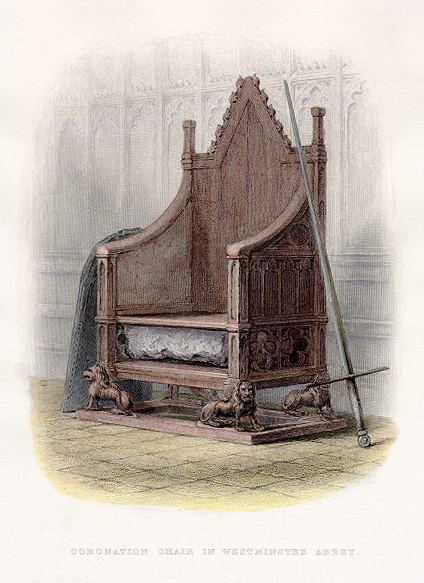
Pierre du destin

## Autres définitions
- En argot, une toilette est aussi appelé un trône.
- En musique, le tabouret utilisé pour s'asseoir derrière une batterie est souvent appelé un trône.